# Elaphria festivoides
Elaphria festivoides är en fjärilsart som beskrevs av Achille Guenée 1852. Elaphria festivoides ingår i släktet Elaphria och familjen nattflyn. Inga underarter finns listade i Catalogue of Life.

## Bildgalleri

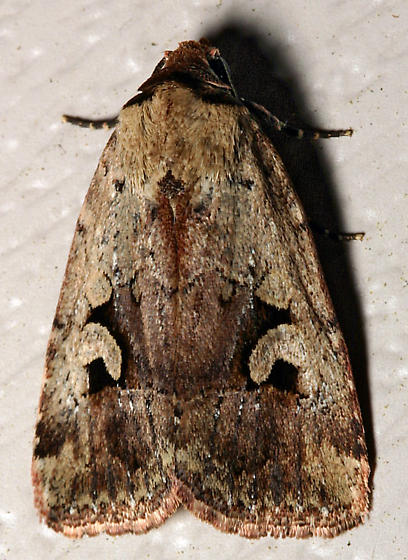